# Ludwigsburger Oberleitungs-Bahnen
| Wagen 1 um 1916 am Heilbad Hoheneck |         |                                                  |                                                  |
| Streckenlänge: | 15,1 km |                                                  |                                                  |
| |         |                                                  |                                                  |
| \| \| \| Ludwigsburg Bahnhof \| \| \| \| \| Ludwigsburg Schwätzbänkle \| \| \| \| \| \| \| \| \| \| Ludwigsburg Heilbronner Tor \| \| \| \| \| Kurhotel (nur stadteinwärts) \| \| \| \| \| Heilbad \| \| \| \| \| Hoheneck (Ort) \| \| \| \| \| \| \| \| \| \| Ludwigsburg Schorndorfer Tor \| \| \| \| \| Wagenhalle, Schorndorfer Straße 76–78 \| \| \| \| \| Oßweil (Hirsch) \| \| \| \| \| Hochberg Abzweigung \| \| \| \| \| Neckargröningen Rathaus \| \| \| \| \| Neckarrems Abzweigung (zeitweise: Friedenslinde) \| \| \| \| \| Aldingen \| \| |         |                                                  |                                                  |
| U-Bahn-Kopfbahnhof Streckenanfang (Strecke außer Betrieb) |         | Ludwigsburg Bahnhof                              | Ludwigsburg Bahnhof                              |
| U-Bahn-Haltepunkt / Haltestelle (Strecke außer Betrieb) |         | Ludwigsburg Schwätzbänkle                        | Ludwigsburg Schwätzbänkle                        |
| U-Bahn-Verschwenkung von links (Strecke außer Betrieb) · U-Bahn-Verschwenkung von rechts (Strecke außer Betrieb) |         |                                                  |                                                  |
| U-Bahn-Strecke (außer Betrieb) · U-Bahn-Haltepunkt / Haltestelle (Strecke außer Betrieb) |         | Ludwigsburg Heilbronner Tor                      | Ludwigsburg Heilbronner Tor                      |
| U-Bahn-Strecke (außer Betrieb) · U-Bahn-Haltepunkt / Haltestelle (Strecke außer Betrieb) |         | Kurhotel (nur stadteinwärts)                     | Kurhotel (nur stadteinwärts)                     |
| U-Bahn-Strecke (außer Betrieb) · U-Bahn-Haltepunkt / Haltestelle (Strecke außer Betrieb) |         | Heilbad                                          | Heilbad                                          |
| U-Bahn-Strecke (außer Betrieb) · U-Bahn-Kopfbahnhof Streckenende (Strecke außer Betrieb) |         | Hoheneck (Ort)                                   | Hoheneck (Ort)                                   |
| U-Bahn-Strecke nach links (außer Betrieb) · U-Bahn-Strecke von rechts (außer Betrieb) |         |                                                  |                                                  |
| U-Bahn-Haltepunkt / Haltestelle (Strecke außer Betrieb) |         | Ludwigsburg Schorndorfer Tor                     | Ludwigsburg Schorndorfer Tor                     |
| U-Bahn-Betriebs-/Güterbahnhof Streckenanfang und quer (Strecke außer Betrieb) · U-Bahn-Abzweig geradeaus, nach rechts und von rechts (Strecke außer Betrieb) |         | Wagenhalle, Schorndorfer Straße 76–78            | Wagenhalle, Schorndorfer Straße 76–78            |
| U-Bahn-Haltepunkt / Haltestelle (Strecke außer Betrieb) |         | Oßweil (Hirsch)                                  | Oßweil (Hirsch)                                  |
| U-Bahn-Haltepunkt / Haltestelle (Strecke außer Betrieb) |         | Hochberg Abzweigung                              | Hochberg Abzweigung                              |
| U-Bahn-Haltepunkt / Haltestelle (Strecke außer Betrieb) |         | Neckargröningen Rathaus                          | Neckargröningen Rathaus                          |
| U-Bahn-Haltepunkt / Haltestelle (Strecke außer Betrieb) |         | Neckarrems Abzweigung (zeitweise: Friedenslinde) | Neckarrems Abzweigung (zeitweise: Friedenslinde) |
| U-Bahn-Kopfbahnhof Streckenende (Strecke außer Betrieb) |         | Aldingen                                         | Aldingen                                         |

Die Ludwigsburger Oberleitungs-Bahnen waren ein Oberleitungsbus-System, damals noch Gleislose Bahn genannt. Die Anlage existierte von 1910 bis 1926 und verband die württembergische Residenzstadt Ludwigsburg mit den damals noch selbstständigen Nachbargemeinden Oßweil und Hoheneck einerseits (Linie 2) sowie mit den heute zu Remseck am Neckar gehörenden Ortschaften Neckargröningen und Aldingen andererseits (Linie 1). Der Betrieb wurde von der Ludwigsburger Oberleitungs-Bahnen GmbH geführt. Mit einer gesamten Streckenlänge von 15,1 Kilometern handelte es sich um die umfangreichste Anlage einer Gleislosen Bahn in jener Epoche.

## Geschichte

### Verworfene Straßenbahnplanungen
Die Stadt Ludwigsburg plante bereits seit dem Beginn der 1890er Jahre, die Stadt mit einem Straßenbahnnetz auszustatten. Ein Plan vom 20. Juli 1898 sah vor, vier sternförmig ins Umland führende Strecken zu bauen, darunter eine Verbindung nach Stuttgart. Doch konnte dieses ehrgeizige Projekt nicht verwirklicht werden; es scheiterte unter anderem am Widerstand des damaligen Ludwigsburger Oberbürgermeisters Gustav Hartenstein. Er befürchtete, Ludwigsburg könnte dadurch zum „Wohnvorort“ der Landeshauptstadt werden.

### Entscheidung für die gleislose Bahn
Am 12. September 1907 erhielt die Stadt Ludwigsburg schließlich ein Angebot der sächsischen Gesellschaft für gleislose Bahnen Max Schiemann & Co., statt einer konventionellen eine gleislose Straßenbahn zu bauen. Max Schiemann galt seinerzeit als feste Größe auf dem Markt für solche Bahnen. Er hatte bis zu diesem Zeitpunkt bereits sieben Anlagen in Betrieb genommen, sie befanden sich alle im Deutschen Reich. Weil die Residenzstadt die Errichtung eines konventionellen Straßenbahnnetzes nach wie vor nicht finanzieren konnte, war sie sehr an diesem Angebot interessiert – zu einem Vertragsabschluss kam es dennoch nicht.
Ein zweites Angebot legte bald darauf die Firma H. Balz & Co., G.m.b.H. aus Stuttgart vor, sie war die süddeutsche Generalvertretung der Oesterreichischen Daimler-Motoren-Gesellschaft aus Wiener Neustadt. Deren Angebot einer Gleislosen Bahn nach dem erst 1907 eingeführten System Mercédès-Électrique-Stoll, auch System Elektro-Daimler-Stoll genannt, wurde letztendlich ebenfalls abgelehnt.
Schließlich stimmte der Verkehrsausschuss der Stadt am 28. Februar 1910 einem dritten Angebot der Gleislose Lloydbahnen Köhlers Bahnpatente GmbH aus Bremen zu, welche wiederum ein anderes Oberleitungssystem vertrieb. Im März wurde der Bau der Bahn vom Gemeinderat beauftragt. Das System Lloyd-Köhler wurde bemerkenswerterweise erst im August 1910 zum ersten Mal bei Bremen angewandt, es war zu diesem Zeitpunkt also noch gar nicht erprobt. Bereits im September 1910 waren alle Oberleitungsmasten bis Aldingen gesetzt. In der Ludwigsburger Innenstadt warf deren Aufstellung jedoch erhebliche Fragen auf, im Interesse eines guten Straßenbildes wünschten die Stadtväter alternativ die Montage der Fahrdrähte an Oberleitungsrosetten. Dieser Wunsch ging weitgehend in Erfüllung, nur einige Hausbesitzer in der Myliusstraße kamen der Stadt trotz mehrfachen Bitten nicht entgegen. Ausgerechnet in diesem verkehrsreichen Bereich mussten daher Masten installiert werden. Am 13. Oktober 1910 wurde schließlich die künftige Betreibergesellschaft gegründet, sie war mit einem Anfangskapital von 280.000 Mark ausgestattet. Angestellter Geschäftsführer war der Elektroingenieur Carl Frizlen. Durch seine Arbeit erkannte er den stetig steigenden Bedarf an elektrotechnischer Ausrüstung, unter anderem an Leistungswiderständen. Er gründete daher 1914 ein Elektro-Installationsgeschäft, auch um die Widerstände der Oberleitungsbahnen zu reparieren, die aufgrund der starken Erschütterungen bei der Fahrt häufig defekt waren. Ab 1922 fertigte sein Unternehmen dann selbst die Widerstände für die Oberleitungsbahnen.

### Erste Strecke nach Neckargröningen und Aldingen

Ausschnitt aus dem ersten Fahrplan der Ludwigsburger Oberleitungs-Bahnen von 1910, nicht alle Kurse bedienten die Gesamtstrecke

Die Abfahrtsstelle der Oberleitungs-Bahnen befand sich auf dem Ludwigsburger Bahnhofsvorplatz, im Bild zwei Wagen und das mittlerweile abgerissene alte Empfangsgebäude

Am 21. Dezember 1910 nahmen die Ludwigsburger Oberleitungs-Bahnen ihren planmäßigen Betrieb auf. Am Eröffnungstag wurde dabei schon in Neckargröningen, bei den Resten der ehemaligen Mühle, umgekehrt. Die Strecke nach Aldingen ging etwas später in Betrieb, doch bereits Ende des Jahres 1910 fuhr der erste Wagen auch dorthin. Die Ludwigsburger Anlage war somit der erste Oberleitungsbusbetrieb in Württemberg, noch vor der Gleislosen Bahn Heilbronn–Böckingen die erst im Januar 1911 in Betrieb ging. Laut der Enzyklopädie des Eisenbahnwesens von Victor von Röll war die Aldinger Strecke insgesamt 6,9 Kilometer lang, eine andere Quelle nennt hingegen 10,6 Kilometer.
Ausgangspunkt der Oberleitungs-Bahnen war der Vorplatz des Ludwigsburger Bahnhofs. Dort bestand Anschluss zur heutigen Frankenbahn und zur Bahnstrecke nach Backnang, ab 1916 schließlich auch zur Bahnstrecke nach Markgröningen. Vom Bahnhof aus führte die Strecke via Myliusstraße, Arsenalstraße und Wilhelmstraße durch die Innenstadt. Im weiteren Verlauf erreichten die Oberleitungs-Bahnen durch die Schorndorfer Straße die Ortschaft Oßweil, die 1922 nach Ludwigsburg eingemeindet wurde. In Oßweil befand sich eine Haltestelle beim Gasthaus Hirsch, das heißt am alten Schulhaus an der Westfalenstraße/Ecke Wettemarkt, der heutigen Bushaltestelle Westfalenstraße.
Von dort aus ging es über die heutige Landesstraße 1140 weiter nach Neckargröningen, das seit 1975 mit Aldingen und weiteren Gemeinden die Stadt Remseck am Neckar bildet. Es handelte sich dabei größtenteils um eine Überlandstrecke, diese führte zwischen Oßweil und Neckargröningen etwa drei Kilometer über freies Feld. In Fahrtrichtung Ludwigsburg war zwischen Neckargröningen und Oßweil ein Niveauunterschied von knapp 80 Höhenmetern zu überwinden. 
In Neckargröningen, dessen Ortsmitte die Oberleitungs-Bahnen durch die Ludwigsburger Straße erreichten, hielten die Wagen am alten Rathaus, welches damals noch als solches genutzt wurde. Heute befindet sich an dieser Stelle die Bushaltestelle Lamm. Dort existierte auch eine private Postagentur und Telegrafenstation an welcher Postsendungen an die Oberleitungs-Bahnen übergeben beziehungsweise von diesen übernommen wurden. Der Neckargröninger Wasenstraße folgend erreichten die Wagen die nächste Haltestelle Neckarrrems Abzweigung an der Einmündung des Lindenwegs in die Wasenstraße, zeitweise auch nach dem dortigen Gasthaus Friedenslinde genannt. An dieser Station stiegen vor allem die Fahrgäste zu, die zu Fuß von Neckarrems herüberkamen, heute gleichfalls ein Remsecker Stadtteil. Heute befindet sich dort die Bushaltestelle Wasenstraße. 
Auf dem letzten Teilstück folgten die Oberleitungs-Bahnen dem linken Neckarufer, um, der Neckarstraße folgend, ihre Endstation in der Aldinger Ortsmitte zu erreichen. Für die Fahrgäste bedeutete die Fahrt über Neckargröningen jedoch – gegenüber der heutigen direkten Straßenverbindung via Grünbühl – einen circa zwei bis drei Kilometer langen Umweg. 
Die Oberleitungs-Bahnen ersetzten seinerzeit eine Postkutschenverbindung, je Richtung wurden täglich acht Fahrten angeboten. Eine Fahrt über die Gesamtstrecke dauerte 40 Minuten und kostete zehn Pfennig. Die Linie war zunächst überaus erfolgreich, bis Januar 1911 wurden schon mehr als 16.000 zahlende Fahrgäste befördert. Der damalige Neckargröninger Schultes Gottlob Räuchle lobte anno 1910 das neue Verkehrsmittel mit den Worten: diese sei der sicherste, billigste und beste Weg, um Neckargröningen an das große Weltenverkehrsnetz anzuschließen. Die Strecke wurde dabei vor allem von Ausflüglern in die nahen Höhen von Oßweil und Hochberg in Anspruch genommen.
Doch nicht überall sorgte das neue Verkehrsmittel für Zustimmung. So beklagten sich beispielsweise die Anwohner der Ludwigsburger Myliusstraße über das übertriebene und laute Signalgebläse der Fahrer. Ebenfalls für Unmut sorgte der Staub den die Oberleitungs-Bahnen auf den damals noch weitgehend unbefestigten Straßen aufwirbelte. Die Staubplage könnte sogar den Wert der Wohnungen mindern, so die Sorge. Zur Abhilfe wurde angeregt, „in den innerstädtischen Straßen, welche die Bahn durchläuft, auf der Mitte der Fahrbahn einen zwei Meter breiten Streifen einzupflastern, auf dem die elektrischen Wagen dann zu fahren hätten.“

### Zweite Strecke nach Hoheneck

Hochbetrieb am sogenannten Schwätzbänkle, links ein Wagen nach Hoheneck

Ein Anhängerzug an der Endstation in Hoheneck

Die beiden Strecken der Oberleitungs-Bahnen auf einem zeitgenössischen Stadtplan

Bereits am 14. Juli 1907 eröffnete in der nordöstlich von Ludwigsburg im Neckartal gelegenen Gemeinde Hoheneck, die bis 1926 selbstständig war, das öffentliche Heilbad Hoheneck. Für die aus Ludwigsburg anreisenden Badegäste wurde dafür ein bequemes und modernes Verkehrsmittel benötigt. Ursprünglich wurden für die Fahrten zum Heilbad drei Pferdekutscher unter Vertrag genommen. Jedoch war der Gemeinderat schon bald der Ansicht, die eingesetzten Pferdewagen seien eine Reklame im negativen Sinne und machen draußen keinen guten Eindruck. Außerdem waren die Kutscher dem Ansturm der Badegäste nicht gewachsen.
Schon in der Badesaison 1908 verkehrte deshalb ein Benzinmotor-Omnibus der Daimler-Motoren-Gesellschaft (DMG) vom Bahnhof Ludwigsburg nach Hoheneck, die DMG bediente diese erste Buslinie Ludwigsburgs auf eigene Rechnung. Jedoch konnte das finanzielle Ergebnis nicht befriedigen. Die neue Linie blieb trotz eines städtischen Zuschusses so unwirtschaftlich, dass sich Daimler bereits nach dem Ende der Badesaison 1908 von dem Projekt zurückzog. Ab 1909 erhielt deshalb die Stadt die Verbindung mit zwei eigenen Badebussen aufrecht. Technische Unzulänglichkeiten der Fahrzeuge und die daraus resultierenden hohen Ersatzteilkosten sorgten jedoch erneut für ein „unwirtschaftliches Ergebnis“.
Um das durch das Heilbad entstandene Verkehrsbedürfnis nach Hoheneck auf Dauer zu befriedigen, übernahm schließlich die Ludwigsburger Oberleitungs-Bahnen GmbH von der Stadt Ludwigsburg den Betrieb nach Hoheneck. Am 16. Juni 1911, nur knapp ein halbes Jahr nach Eröffnung der ersten Strecke nach Aldingen, eröffnete das Unternehmen eine Zweigstrecke zum Heilbad Hoheneck. Dieses befand sich seinerzeit noch direkt an der Uferstraße, bei der Einmündung des Heilbadwegs und des Hungerbergs.
Die neue Linie war 4,5 Kilometer lang, sie nutzte auf circa 900 Metern die bestehende Infrastruktur, 3,6 Kilometer waren hingegen Neubaustrecke. Auch das Heilbad selbst machte seinerzeit Werbung für das neue Verkehrsmittel, in einem zeitgenössischen Prospekt ist nachzulesen: Ein hübsches Kurhotel bietet vorzügliche Unterkunft; billige Wohnung und gute Verpflegung findet sich auch im nahen Hoheneck. Mit Ludwigsburg aber verbinden den heilkräftigen Quell die regelmäßigen Fahrten der Ludwigsburger Oberleitungsbahnen.
Die neue Linie zweigte am früheren Schwätzbänkle (damals Kreuzung Schloßstraße / Wilhelmstraße), der heutigen Sternkreuzung (Stuttgarter Straße / Schorndorfer Straße / Wilhelmstraße) von der bestehenden Strecke ab. Von dort aus führte sie auf der heutigen Bundesstraße 27 in nördliche Richtung bis zum Heilbronner Tor, anschließend erreichte sie über die Marbacher Straße (heute Landesstraße 1124) und die Uferstraße (heute Kreisstraße 1663) das Heilbad. Die Endstation befand sich circa 400 Meter weiter nördlich, im Bereich der zentralen Kreuzung Hohenecks. Die neue Linie diente ebenso der Erschließung von Neckarweihingen, welches sich am anderen Neckarufer befindet und von Hoheneck aus über die Brücke über den Neckar im Zuge der Marbacher Straße bequem zu Fuß erreicht werden konnte. Im Gegensatz zur Strecke nach Aldingen wurde nach Hoheneck keine Post befördert.

### Schwierigkeiten im Ersten Weltkrieg
1914 wurden bereits 500.000 Personen befördert, doch hatten auch die Ludwigsburger Oberleitungs-Bahnen, wie alle anderen Oberleitungsbus-Betriebe, unter den Folgen des Ersten Weltkriegs zu leiden. Das Personal wurde zu großen Teilen zum Wehrdienst eingezogen, die Betriebskosten stiegen enorm und Ersatzteile wurden knapp. Die Folge war, dass einige Wagen abgestellt werden mussten. 1915 meldete außerdem die Gleislose Lloydbahnen Köhlers Bahnpatente GmbH Insolvenz an, die Stadt Ludwigsburg musste infolgedessen immer höhere Zuschüsse bezahlen. Nachdem zunächst nur der Fahrplan ausgedünnt wurde, erfolgte am 11. August 1916 der Beschluss, den Betrieb zum 1. Oktober gleichen Jahres ganz einzustellen – nicht zuletzt weil die Kupfer-Fahrdrähte beschlagnahmt und der Rüstungsindustrie zugeführt werden sollten. Allerdings gab es bereits davor Konflikte mit dem Militär; so beschwerte sich beispielsweise bereits 1913 das Traindepot des XIII. Armeekorps – es hatte in der Schorndorfer Straße 48 sein Verwaltungsgebäude – über die Erschütterungen und die Lärmbelästigung durch die Oberleitungs-Bahnen. 1917 trennt sich die Gesellschaft schließlich von ihrem Geschäftsführer Frizlen, der zwischenzeitlich ebenfalls zum Militär eingezogen worden war.
Bürgerproteste konnten die Einstellung vorerst verhindern. Die Ludwigsburger Oberleitungs-Bahnen waren damit die einzige deutsche Oberleitungsbus-Anlage, die den Ersten Weltkrieg überlebte. Die 14 übrigen die zwischen 1901 und 1912 auf dem Gebiet des Deutschen Reichs in den Grenzen vor 1914 errichtet wurden, überlebten das Jahr 1918 hingegen nicht.

### Niedergang in der Weimarer Republik
Aufgrund der wirtschaftlichen Schwierigkeiten in den ersten Nachkriegsjahren (hohe Verluste und Auswirkungen durch die Inflation) wurde die Bahn einige Jahre nach dem Ende des Krieges letztendlich stillgelegt. Neben der mangelnden Wirtschaftlichkeit hatten die Oberleitungs-Bahnen außerdem auch mit enormen technischen Problemen zu kämpfen. Dies galt sowohl für das Antriebs- als auch für das Stromabnahmesystem, beides war seinerzeit noch nicht ausgereift. Ferner waren die damals noch überwiegend unbefestigten „Naturstraßen“ der permanenten Belastung durch die schweren Anhängerzüge der Oberleitungs-Bahnen nicht gewachsen. Außerdem verursachten die Naturstraßen eine entsprechende Staubbelastung der Antriebe, die damals verwendeten Radnabenmotoren waren noch nicht so gut abgedichtet wie heutige vollgekapselte Motoren. Im Gegensatz dazu waren zwischenzeitlich benzinbetriebene Omnibusse zuverlässiger und wirtschaftlicher geworden.
Als erstes wurde zum 1. Mai 1923 die Linie nach Aldingen ersatzlos eingestellt, letzter Betriebstag war Montag, der 30. April. Im April 1926 folgte schließlich die zweite Strecke nach Hoheneck, im Gegensatz zur Strecke nach Aldingen wurde diese jedoch nahtlos auf Omnibusbetrieb umgestellt. Ersetzt wurden die Oberleitungs-Bahnen durch die privat geführten Omnibuslinien der Ludwigsburger Verkehrslinien (LVL), die endgültige Einstellung der Oberleitungs-Bahnen im April 1926 gilt gleichzeitig als Geburtsstunde der LVL. Auch Oßweil, Neckargröningen und Aldingen erhielten dadurch im April 1926 nach drei Jahren Pause wieder einen Verkehrsanschluss an Ludwigsburg. Die Ludwigsburger Oberleitungs-Bahnen GmbH selbst wurde erst deutlich später abgewickelt, sie bestand noch bis zum 18. Februar 1932.
Nach der Einstellung der Ludwigsburger Oberleitungs-Bahnen gab es in Deutschland vier Jahre lang gar keinen Oberleitungsbusverkehr, bevor 1930 mit dem Fahrdrahtbus Mettmann–Gruiten der erste neuzeitliche Oberleitungsbus Deutschlands eröffnet wurde.

## Infrastruktur

Vertikale Leitungsanordnung beim System Lloyd-Köhler

Eine Besonderheit der Anlagen nach dem seltenen System Lloyd-Köhler waren die übereinander angeordneten Fahrleitungsdrähte, während sie bei allen anderen Oberleitungsbus-Anlagen nebeneinander platziert sind. Insgesamt existierten nur fünf Anlagen nach diesem Prinzip, neben dem hier behandelten Betrieb waren dies die Bremen-Arster Bahn und die ebenfalls in Bremen verkehrende Parkbahn, die Gleislose Lloyd-Bahn Brockau sowie der Betrieb im englischen Stockport. Beide Ludwigsburger Strecken waren – wie bei frühen Oberleitungsbus-Anlagen allgemein üblich – komplett einspurig. Begegneten sich zwei Kurse, so mussten diese kurz anhalten und die Zuleitungen zu den Kontaktwägelchen austauschen. Danach fuhren sie mit dem Stromabnehmer des entgegenkommenden Wagens weiter.

## Fahrzeuge
In Ludwigsburg kamen von Beginn an sechs zweiachsige Motorwagen mit vier Seitenfenstern zum Einsatz, ihre Leistung betrug 25 PS. Ergänzt wurden sie um drei etwas kleinere dreifenstrige Anhänger. Für die nachträglich eröffnete Verbindung nach Hoheneck wurden dann keine weiteren Fahrzeuge mehr beschafft, da das vorhandene Rollmaterial für beide Strecken ausreichte.
Bei den Motorwagen waren die größeren Hinterräder angetrieben, die lenkbaren Vorderräder waren etwas kleiner bemessen. Wie bei allen Lloyd-Köhler-Anlagen wurden Radnabenmotoren verwendet. Die Motorwagen verfügten vorne und hinten über eine Einstiegsplattform und boten auf zwei Längssitzbänken zwanzig Sitzplätze sowie zehn Stehplätze. Im Innenraum waren sie mit Mahagoni- und Eschenholz ausgekleidet. Außen waren sie mit Ludwigsburger Oberleitungs-Bahnen beschriftet. Wie bei Straßenbahnen üblich gab es eine Klingelleine, mit Hilfe dieses von vorne nach hinten durchlaufenden Stranges konnte der Schaffner dem Wagenführer den Auftrag zur Abfahrt erteilen.

## Wagenhalle

Die Wagenhalle in der Schorndorfer Straße

Das Depot der Oberleitungs-Bahnen befand sich am östlichen Stadtrand von Ludwigsburg, auf dem Grundstück Schorndorfer Straße 76–78. Nach der 1923 erfolgten Einstellung der Aldinger Strecke lag sie abseits der linienmäßig befahrenen Strecke, der knapp einen Kilometer lange Streckenabschnitt Schwätzbänkle–Wagenhalle war somit in den letzten drei Betriebsjahren eine reine Betriebsstrecke. Nach der endgültigen Einstellung der Oberleitungs-Bahnen wurde das Gelände von 1926 bis 1930 übergangsweise als Abstellfläche für die damals neu beschafften Omnibusse der Ludwigsburger Verkehrslinien benützt. 1934 wurde auf dem Areal schließlich die Auferstehungskirche Ludwigsburg errichtet.
Ein zusätzlicher hölzerner Unterstand für einen einzelnen Motorwagen befand sich an der Haltestelle Neckargröningen Friedenslinde. 

## Relikte

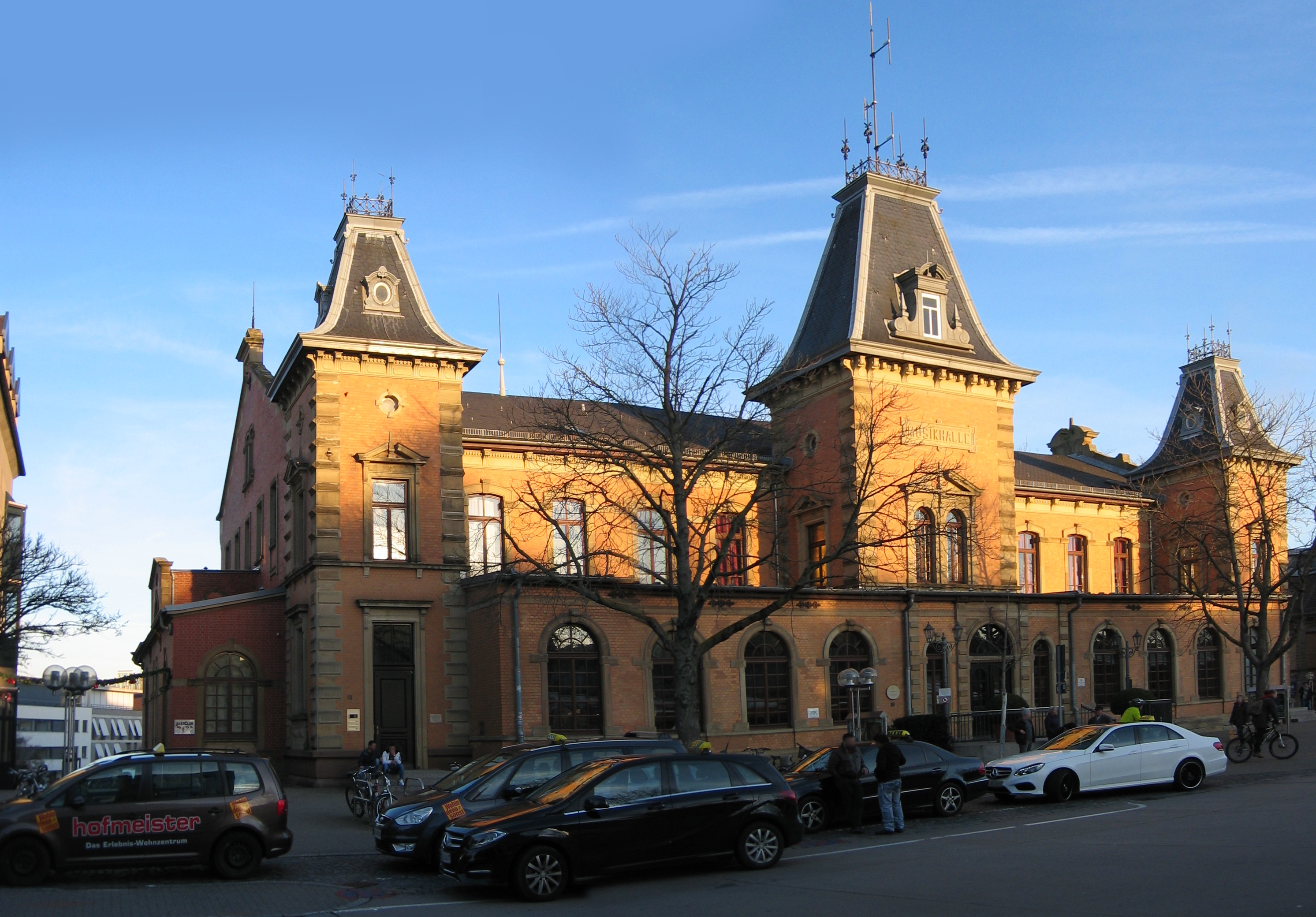
An der Musikhalle befindet sich am linken Gebäuderand noch eine Fahrdrahtaufhängung

Im Stadtbereich Ludwigsburg blieben an mehreren älteren Gebäuden entlang der Strecke bis heute die Befestigungen der früheren Oberleitung erhalten. Diese kunstvoll verzierten Oberleitungsrosetten sind an folgenden Häusern zu finden:
- Ludwigsburg, Bahnhofstraße 19, Musikhalle Ludwigsburg, eine Rosette
- Ludwigsburg, Myliusstraße 12/14, eine Rosette
- Ludwigsburg, Wilhelmstraße 12, zwei Rosetten